# ハイレベル・ブリッジ・ストリートカー
ハイレベル・ブリッジ・ストリートカー（High Level Bridge Streetcar）は、カナダの都市・エドモントン市内に存在する保存路面電車。エドモントン・ラジアル・レールウェイ協会（Edmonton Radial Railway Society）によって運営され、日本の阪堺電気軌道から譲渡された車両を始めとした各国の路面電車車両が使用されている。

## 歴史
ハイレベル・ブリッジは、カナダの大都市・エドモントン市内に存在する、ノースサスカチュワン川を渡る橋梁である。1913年当時、二段構造になっている橋の上側の線路はカナダ太平洋鉄道が使用していた一方、下側の線路はかつてエドモントン市内に存在した路面電車のエドモントン・ラジアル鉄道（Edmonton Radial Railway、E.R.R.）によって使用され、1951年にエドモントン・ラジアル鉄道が廃止され路面電車用の線路が撤去されるまでその状態が維持されていた。
その後、1979年にエドモントン・ラジアル鉄道の1号電車の動態復元が実施され、ディーゼル発電機を搭載したトレーラーを連結した上での走行であったものの、28年ぶりにハイレベル・ブリッジを路面電車車両が走行した。この成功を契機に、1980年に路面電車車両の保存を行うエドモントン・ラジアル・レールウェイ協会が設立された。同協会はエドモントン・ラジアル鉄道をはじめとする様々な路面電車車両の動態復元を実施した一方、ハイレベル・ブリッジを通る路面電車を保存鉄道として復活させる事を目標として掲げていた。この計画は、1989年にカナダ太平洋鉄道がハイレベル・ブリッジから経路を変更した事で大きく動き出し、この旧・カナダ太平洋鉄道の線路の電化工事やハイレベル・ブリッジに接続する線路の整備など多数の工程を経て、1997年8月からストラスコーナ（Strathcona）地区とグランディン（Grandin）地区を結ぶ路線が営業運転を開始した。

## 運用
ハイレベル・ブリッジ・ストリートカーは毎年5月から10月まで営業運転を行っており、基本運賃は往復7ドル、片道4ドルである。電停は以下の5箇所に設置されており、名称の由来となっているハイレベル・ブリッジはGrandin-Legislature電停 - Garneau-90th Avenue電停の間に存在する。
| 電停名                            | 備考・参考               |
| --------------------------------- | ------------------------ |
| Jasper Plaza Terminal             | 近隣に有料駐車場あり     |
| Grandin-Legislature               |                          |
| Garneau-90th Avenue               | リクエスト・ストップ電停 |
| 107th Street & 87 Avenue Crossing | リクエスト・ストップ電停 |
| Strathcona Terminal               | 近隣に有料駐車場あり     |

## 車両

### 現有車両

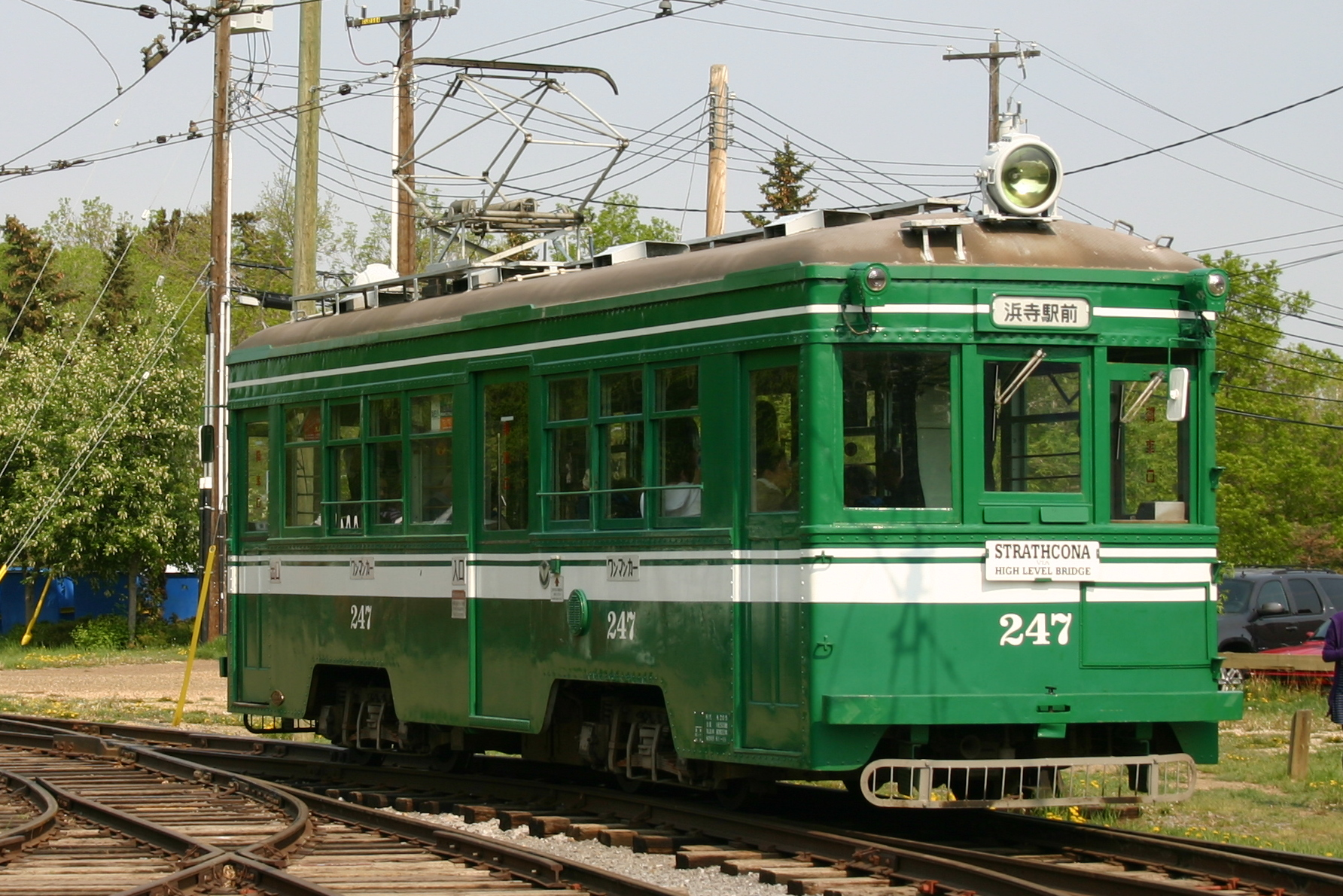
247（2011年撮影）

- 247 - 1921年に製造され、日本の阪堺電気軌道（←南海電気鉄道大阪軌道線）で使用されていた205形電車の1両。エドモントン・ラジアル・レールウェイ協会に譲渡された際、当初は部品取り用となる予定であったが計画を変更し、ハイレベル・ブリッジ・ストリートカーにおける最初の営業用車両として使用される事となった。1995年の動態保存開始当初は発電機を備えたトレーラーを連結して運転したが、1997年のハイレベル・ブリッジ・ストリートカーの定期運転開始以降は元の架線から集電する方式に改められている[6]。

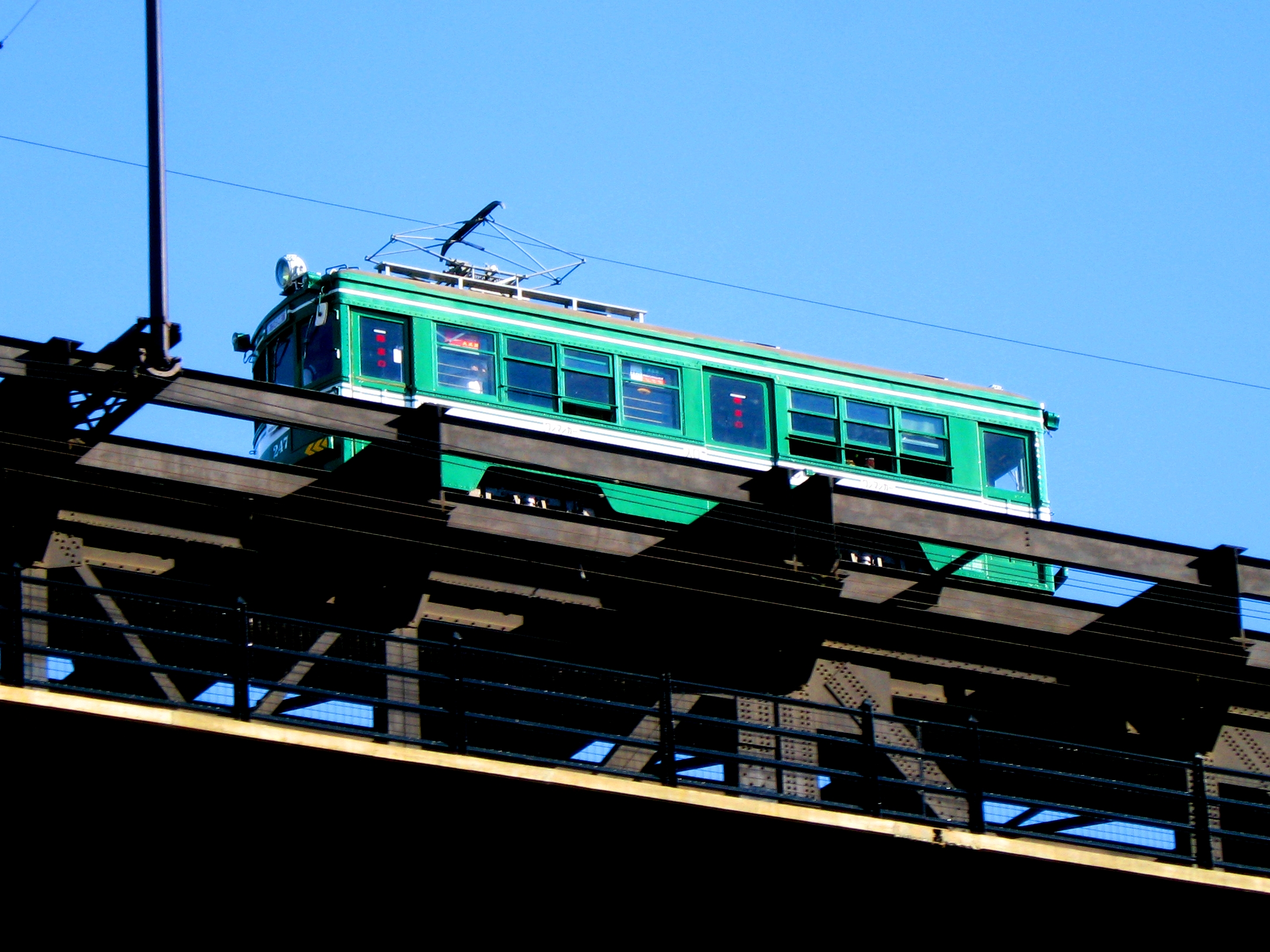
橋梁上を走る247（2007年撮影）

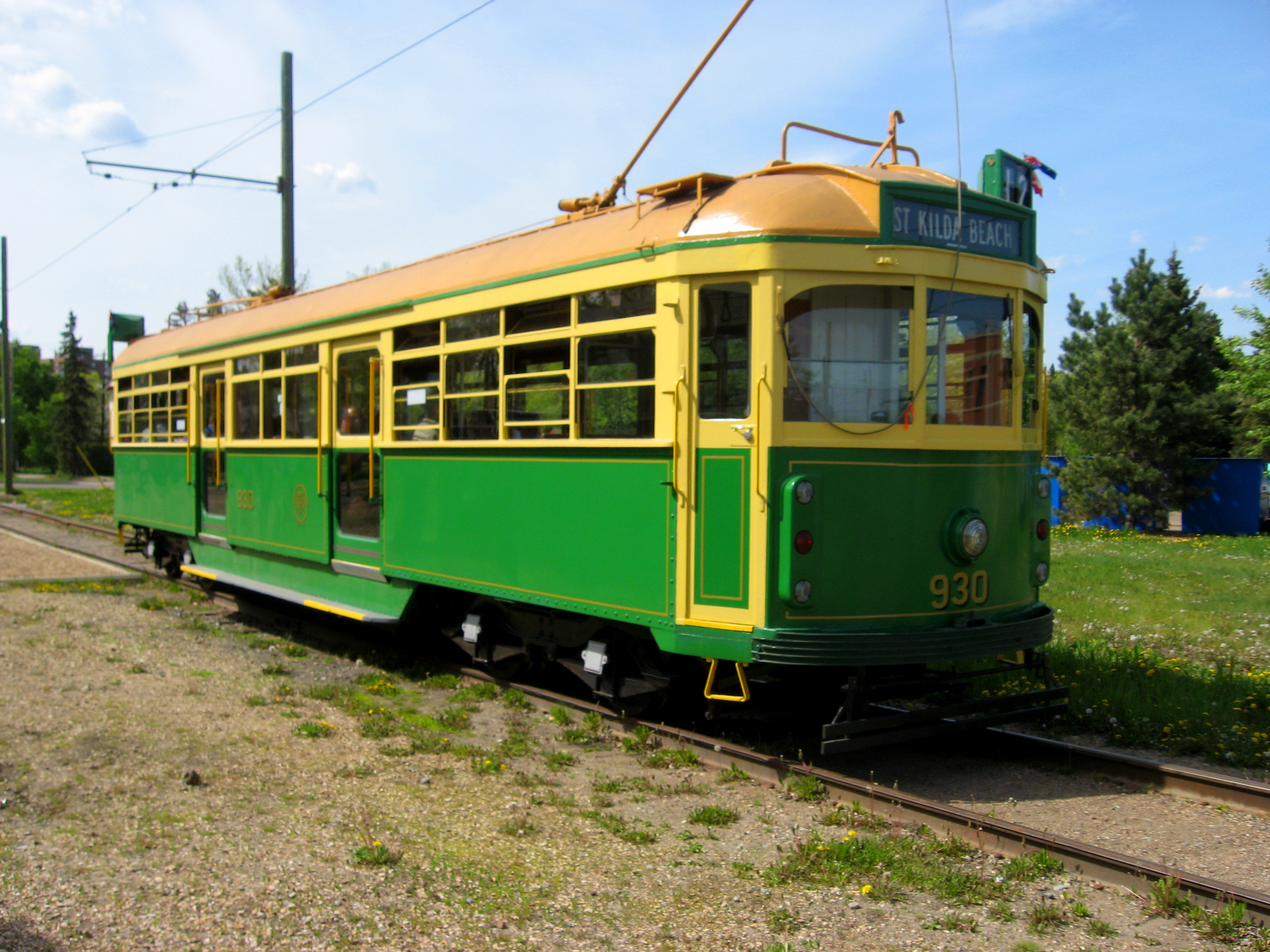
930（2007年撮影）

- 930 - オーストラリアのメルボルン市電で使用されていたW6形電車の1両。2004年に譲渡されたのち、制動装置や台車等の大規模な改造を経て2006年から営業運転に投入されている。ハイレベル・ブリッジ・ストリートカーで使用されている車両のうち、930は2021年時点で唯一車椅子での乗車に対応した車両である[7][8]。

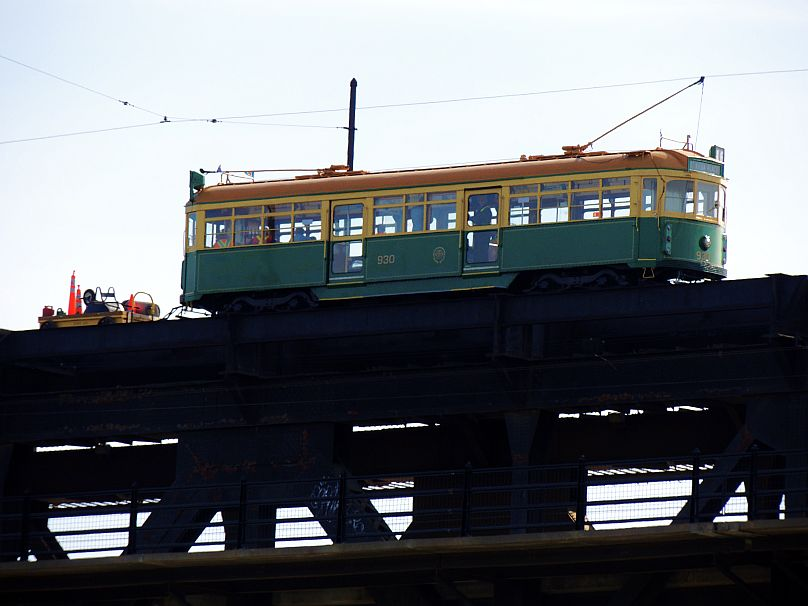
橋梁上を走る930（2013年撮影）

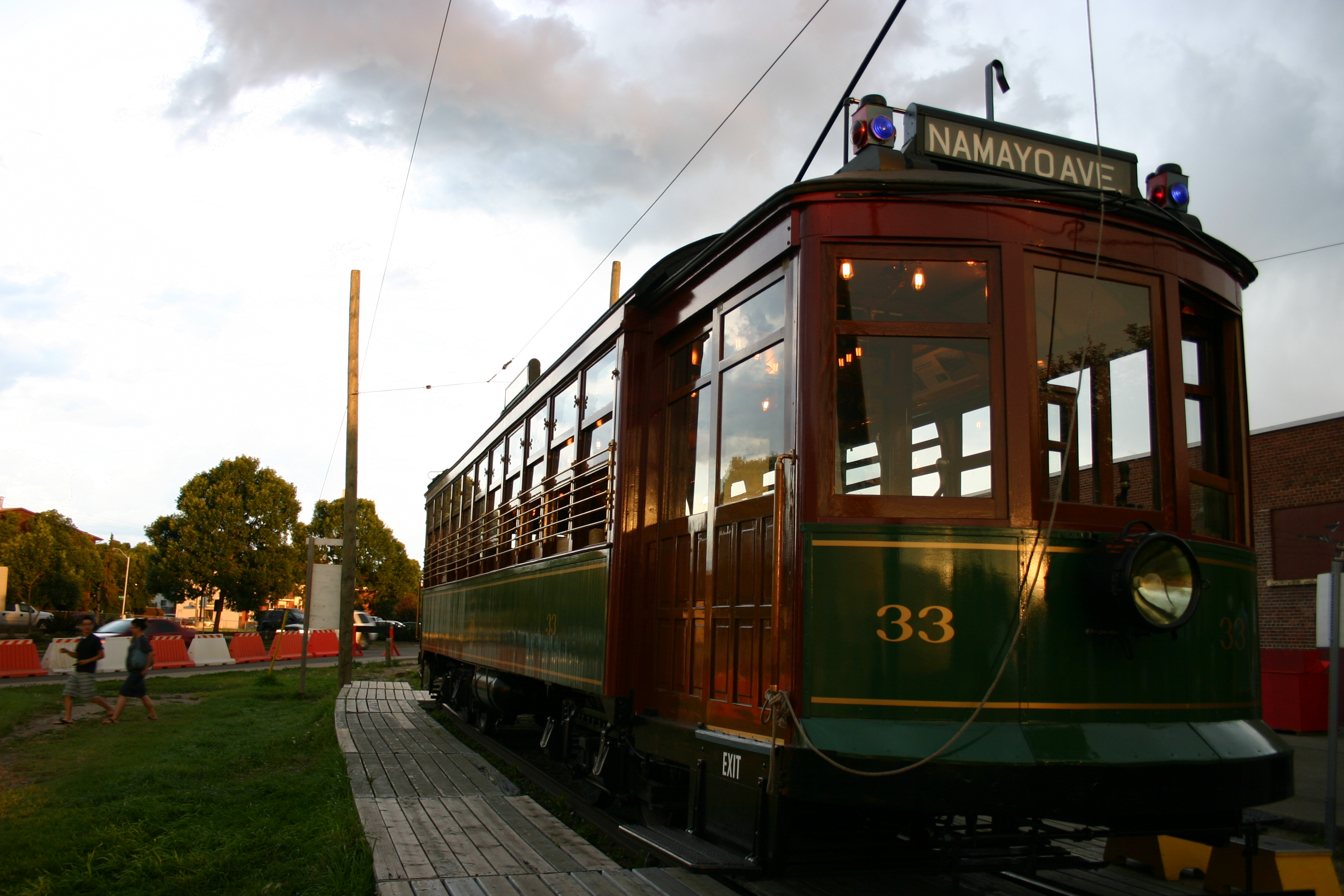
33（2011年撮影）

- 33 - アメリカのセントルイス・カー・カンパニーによって1912年に製造された、エドモントン・ラジアル鉄道（英語版）向けの電車。当初は両運転台仕様であったが後年に片運転台に改造された。廃車後は車体のみが残存したものの老朽化が進んでおり、動態復元には17年の歳月と多額の予算が必要となった。2010年にフォート・エドモントン・パークで公開された後、翌2011年以降ハイレベル・ブリッジ・ラインで使用されている[9]。

### 過去の車両

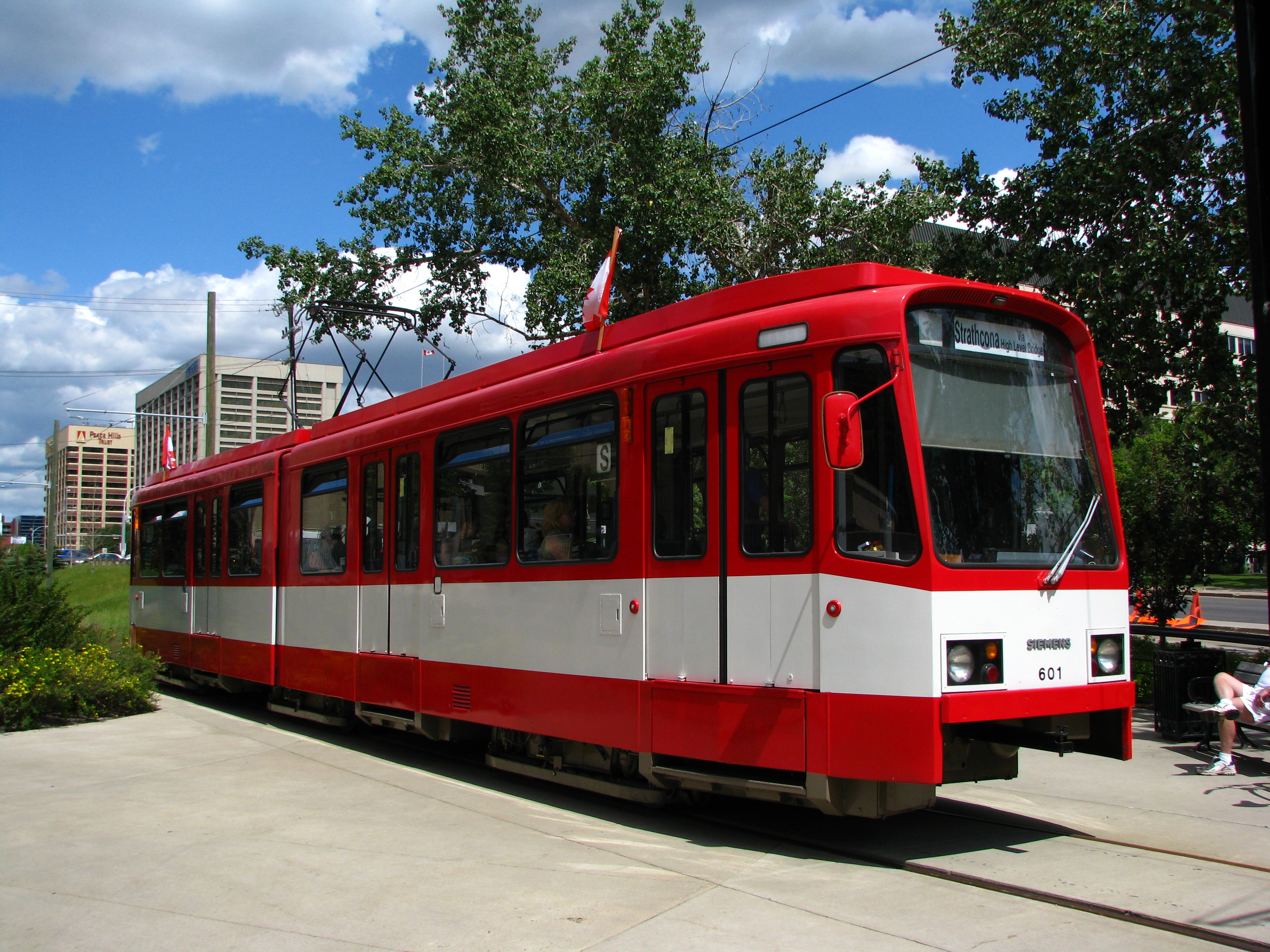
601（2009年撮影）

- 601 - 元はドイツのハノーファー・シュタットバーン向けの試作車として1970年に製造された2車体連接車。同路線で1975年まで使用された後、当時バンクーバーで計画されていたライトレール計画のデモンストレーション用として輸出された。しかしライトレール計画は新交通システム（バンクーバー・スカイトレイン）に変更されたため用途を失い、12年間保管された後1987年にエドモントン・ラジアル・レールウェイ協会が購入した。その後、塗装や機器の修繕を実施した上で再度長期間保管され、2005年からハイレベル・ブリッジ・ストリートカーに使用された。それ以降約12年間営業運転に使用されたが、2016年に運用を離脱し、ハノーファー路面電車友の会（Förderverein STRASSENBAHN HANNOVER e.V.）によってハノーファーへの里帰りが行われた[10][11]。